# Cerny-en-Laonnois
Cerny-en-Laonnois es una comuna francesa, situada en el departamento de Aisne, de la región de Alta Francia.

## Demografía
| 46 | 41 | 34 | 55 | 49 | 54 | 61 | 67 |
| Para los censos de 1962 a 1999 la población legal corresponde a la población sin duplicidades (Fuente: INSEE [Consultar]) |    |    |    |    |    |    |    |